# Litoblatta clara
Litoblatta clara är en kackerlacksart som först beskrevs av Walker, F. 1868.  Litoblatta clara ingår i släktet Litoblatta och familjen småkackerlackor. Inga underarter finns listade i Catalogue of Life.